# Алвир, Марко
Марко Алвир (хорв. Marko Alvir; род. 19 апреля 1994, Загреб) — хорватский футболист, полузащитник.

## Клубная карьера
Занимался футболом в академии «Динамо» из родного Загреба, пока в 2013 году не попал в кантеры испанского «Атлетико Мадрид». В сезоне 2014/15 выступал за третью команду клуба в Терсере.
Летом 2015 года, после расформирования «Атлетико Мадрид C», на правах свободного агента перешел к словенского «Домжале», где провел следующие полтора года.
1 января 2017 года стал игроком пражской «Славии», однако в новой команде не провел ни одного матча и на сезон 2017/18 был отдан в аренду обратно в «Домжале».
6 июля 2021 года на сезон был отдан в аренду в словенский клуб «Марибор».

## Выступления за сборные
Выступал в составе юношеских сборных Хорватии до 17, 18 и 19 лет, за которые в общей сложности провел 18 матчей и забил 3 гола.